# D'Oliveira & Saavedra
D'Oliveira & Saavedra é a primeira marca de pianos inteiramente portuguesa, desde a concepção do projecto à escolha de matéria-prima, mecânica e acabamentos. 
 Fundada em 2006, apresentou os seus primeiros modelos de pianos verticais e de cauda em 2008. 
Sediada na cidade do Porto, Portugal, é especialista em produzir pianos custom. Construídos numa fábrica galardoada com a certificação ISO 9001, todos os pianos obedecem aos rigorosos padrões de gestão de qualidade europeus. Todos os instrumentos são construídos individualmente por métodos tradicionais e artesanalmente por técnicos altamente qualificados. Daqui resulta um instrumento com um som característico, em que todos os harmónicos estão presentes. Um som longo e presente no legato e cantabile. 

## Construção
A caixa de ressonância do piano é construída com finas placas de madeira nobre e seleccionada. Nos pianos de cauda, a caixa é composta por dois tipos de armação uma interna e uma externa. As placas são cuidadosamente coladas e moldadas à mão, numa operação delicada e trabalhosa, que a partir do rectilíneo se constrói a forma característica da cauda do piano. Um processo que demora cerca de quatro dias a concluir, garantindo assim a estabilidade perfeita da caixa. Para o acabamento interior foi escolhida a madeira de Poplar Brier, num perfeito envernizado brilhante, característica espelhada que permite a melhor propagação sonora e ao mesmo tempo confere ao piano um acabamento moderno e luxuoso a juntar ao design timeless. 
Para a estrutura foi escolhida a madeira de faia, seleccionada e seca naturalmente. Toda a estrutura é concebida de forma a ser robusta e estável evitando todas as dilatações ou retracções por mínimas que sejam.
O tampo harmónico em abeto de Sitka, originário da ilha de Baranof (Sitka) do sudeste do Alaska, é uma das madeiras mais apropriadas, pelas suas características, para a construção de tampos harmónicos para pianos (segundo artigo científico "Center for Wood Anatomy Research", 1988). 
A primeira apresentação pública dos pianos d'Oliveira & Saavedra, foi num concerto na Alfândega do Porto em que um piano de cauda foi tocado por José Cid. 
Entre os artistas que experimentaram estes pianos está Mike Sergeant, Alex Hownana, Nina Schumann e Luís Magalhães (Two Pianists).